# 富士山駅
富士山駅（ふじさんえき）は、山梨県富士吉田市上吉田二丁目にある、富士山麓電気鉄道富士急行線の駅。駅番号はFJ16。標高809メートル。
富士急行の登記上の本店所在地である。富士吉田市の中心駅であり、市内では年間乗降客数が最も多い。沿線住民の通勤・通学のみならず、富士登山や富士山周辺の観光に利用されている。線路名称上は当駅を境に大月駅方が大月線、河口湖駅方が河口湖線である。折り返し形のスイッチバック方式に線路が配置されていることから広い構内となっている。

## 歴史
- 1929年（昭和4年）6月19日：富士山麓電気鉄道により富士吉田駅として開業[2]。当時は終点であった。
- 1950年（昭和25年）8月24日：河口湖線がスイッチバックの線形で河口湖まで開業。
- 1960年（昭和35年）5月30日：社名変更により、富士急行の駅となる。
- 2011年（平成23年）7月1日：駅名を富士山駅に改称[2]。同時に駅を改装[3][2]。改装デザインは「富士登山電車」や下吉田駅の改装などを手掛けた水戸岡鋭治が担当[3]。
- 2015年（平成27年）3月14日：ICカード「Suica」の利用が可能となる[4]。
- 2021年（令和3年）3月22日：改札口に自動改札機を導入[5]。
- 2022年（令和4年）4月1日：富士急行の鉄道事業分割に伴い、富士山麓電気鉄道の駅となる[6]。

### 駅名の改称
開業当時の駅名は富士吉田駅（ふじよしだえき）だった。
当駅は富士信仰の面影といえる資産が周辺に多数存在し、また富士山の吉田口登山道を目指す登山者にとっての出発点となっている。こうした背景を受け、富士山の玄関口としてのイメージをさらに高めて国内外から観光客を誘致するとともに、富士登山や富士山観光のターミナルステーションとしての機能の充実を図ることなどを目的として、富士山の2011年（平成23年）の山開きの日にあたる7月1日に駅名を富士山駅に改称した。なお、富士急行は「富士山駅」を商標登録している。

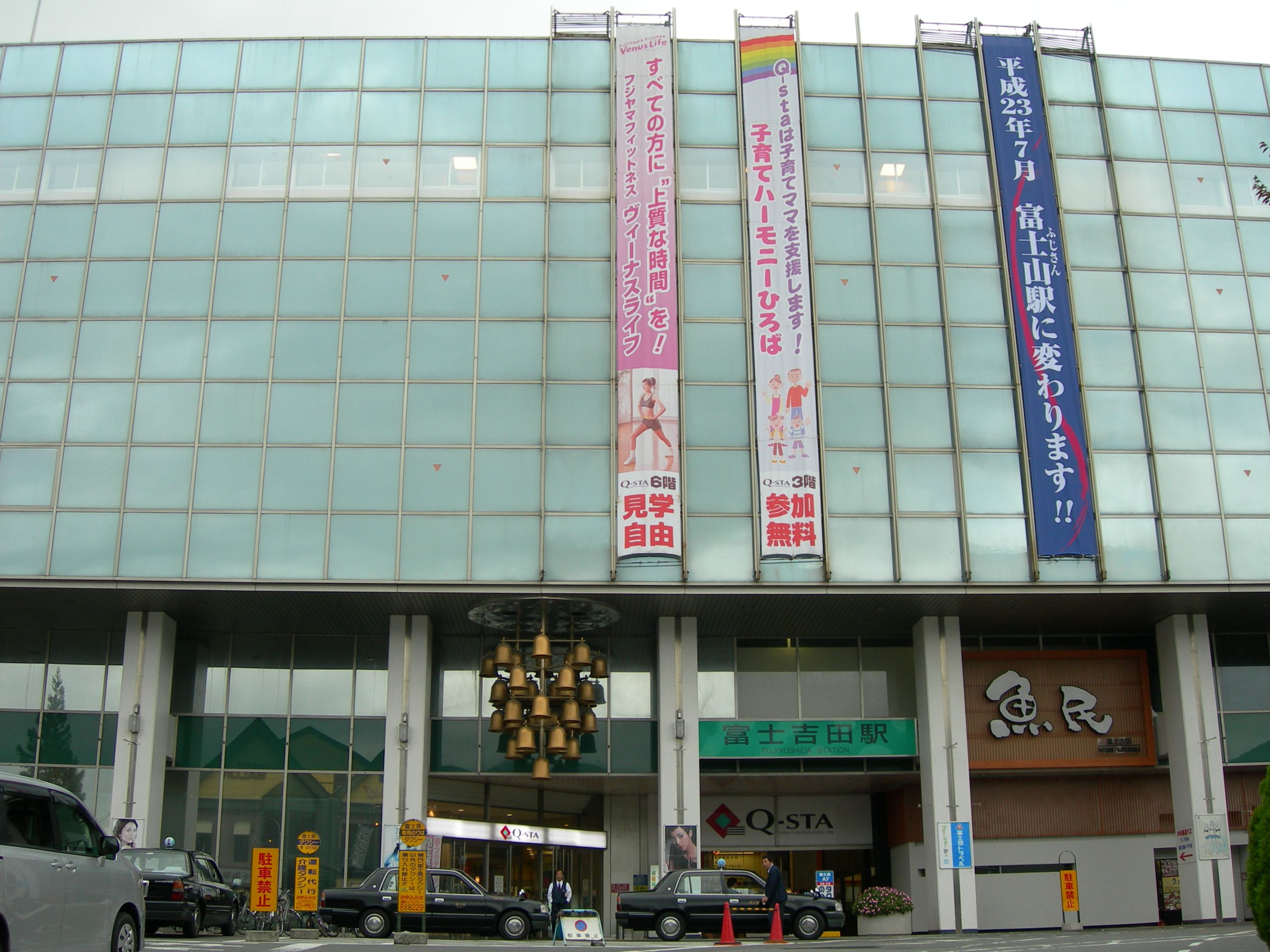
富士吉田駅当時の駅舎（2010年10月）
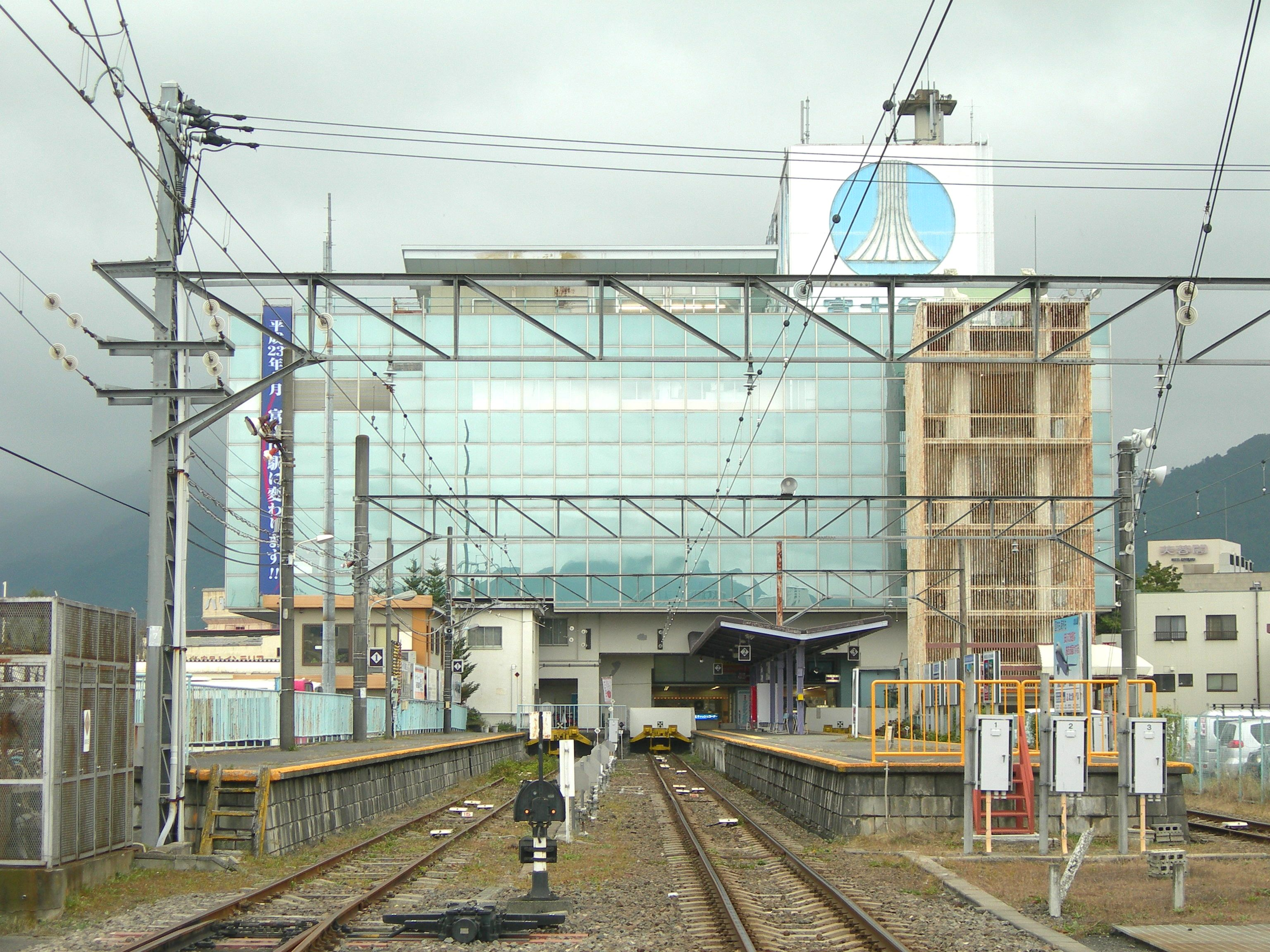
富士吉田駅当時の駅構内（2010年10月）
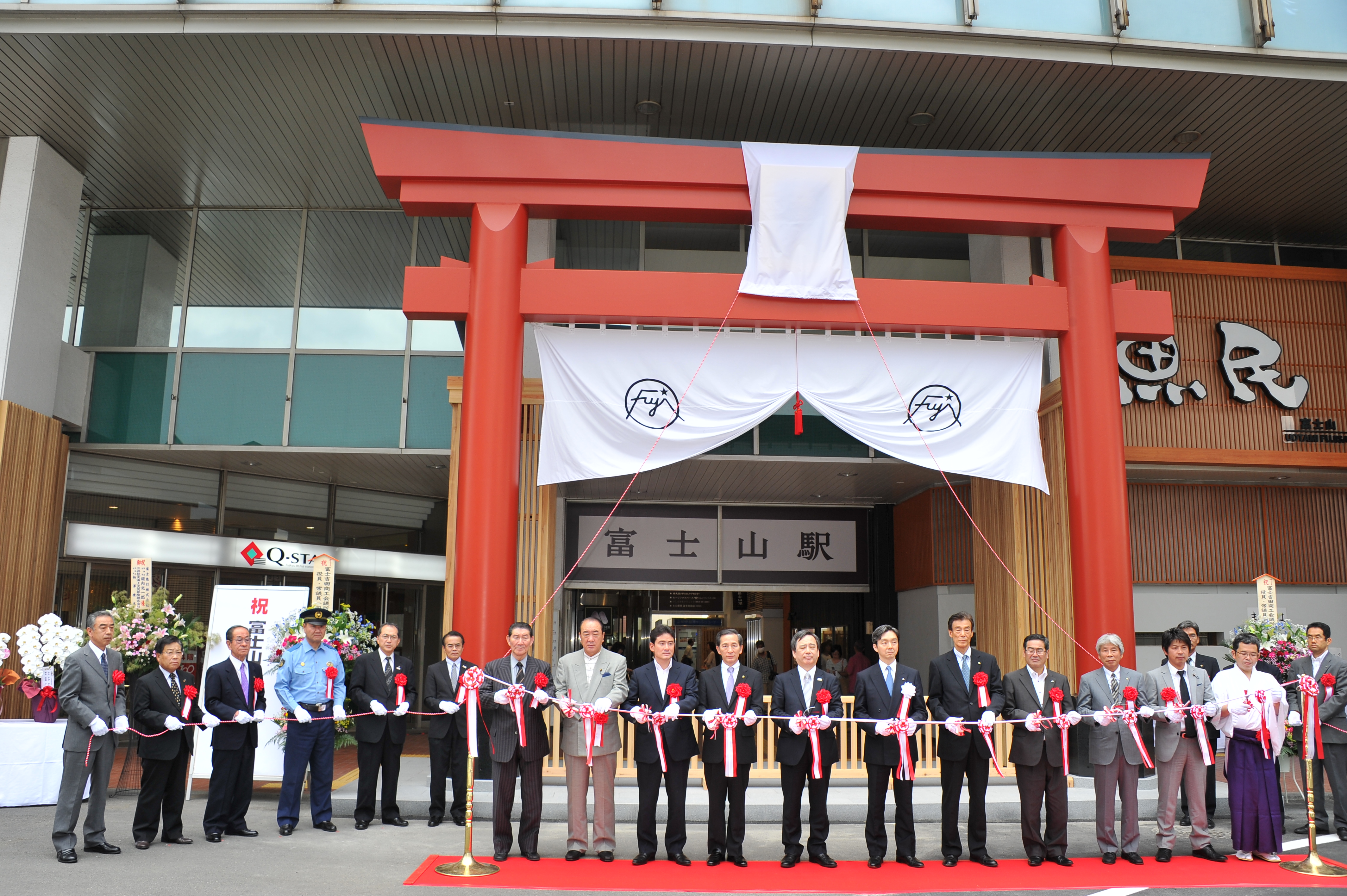
富士山駅改称時の式典の様子（2011年7月）

## 駅構造
頭端式ホーム2面3線の地上駅。大半の列車は河口湖方面が2番線、大月方面が3番線を使用する。1番線は回送、臨時列車のホームとして使用される。ホーム有効長は1番線と2番線が4両編成、3番線が6両編成対応である。このため、JR東日本中央本線直通の5両編成以上の列車（臨時列車など）は、方面にかかわらず必ず3番線に入線する。かつては3番線のホームも4両分の長さしか無く、大月・河口湖寄りの車両がホームから出てしまうためドアカットを実施していた。現駅名への改称と同時に行われた改良工事により延伸され、現在の姿となった。
駅ビルは「キュースタ」という名称の6階建てのビルで、1階に駅に進入するための通路がある。その通路の入口に現駅名への改称に合わせて大きな鳥居が建てられ、扁額部分に駅名が書かれている。
駅名改称に合わせて構内の改装工事が行われ、改札前にLCD式の発車標が新設された。
富士急行線でのSuica導入以来、改札口に設置されていた簡易Suica改札機は、2021年より自動改札機に置き換えられた。なお、改札口脇の待合室を挟んだ裏手にバリアフリー対応用のスロープ通路（駅員申告により利用可能）があり、出入口に簡易Suica改札機を設置している。
改札内にはトイレ（多目的トイレあり）が設置されている。

### のりば
| 番線 | 路線        | 方向                          | 行先                          | 備考                          |
| ---- | ----------- | ----------------------------- | ----------------------------- | ----------------------------- |
| 1    | ■富士急行線 | （臨時、回送列車 専用ホーム） | （臨時、回送列車 専用ホーム） | （臨時、回送列車 専用ホーム） |
| 2    | ■富士急行線 | 下り                          | 富士急ハイランド・河口湖方面  | 一部は3番線                   |
| 3    | ■富士急行線 | 上り                          | 大月・東京・甲府方面          | 一部は2番線                   |

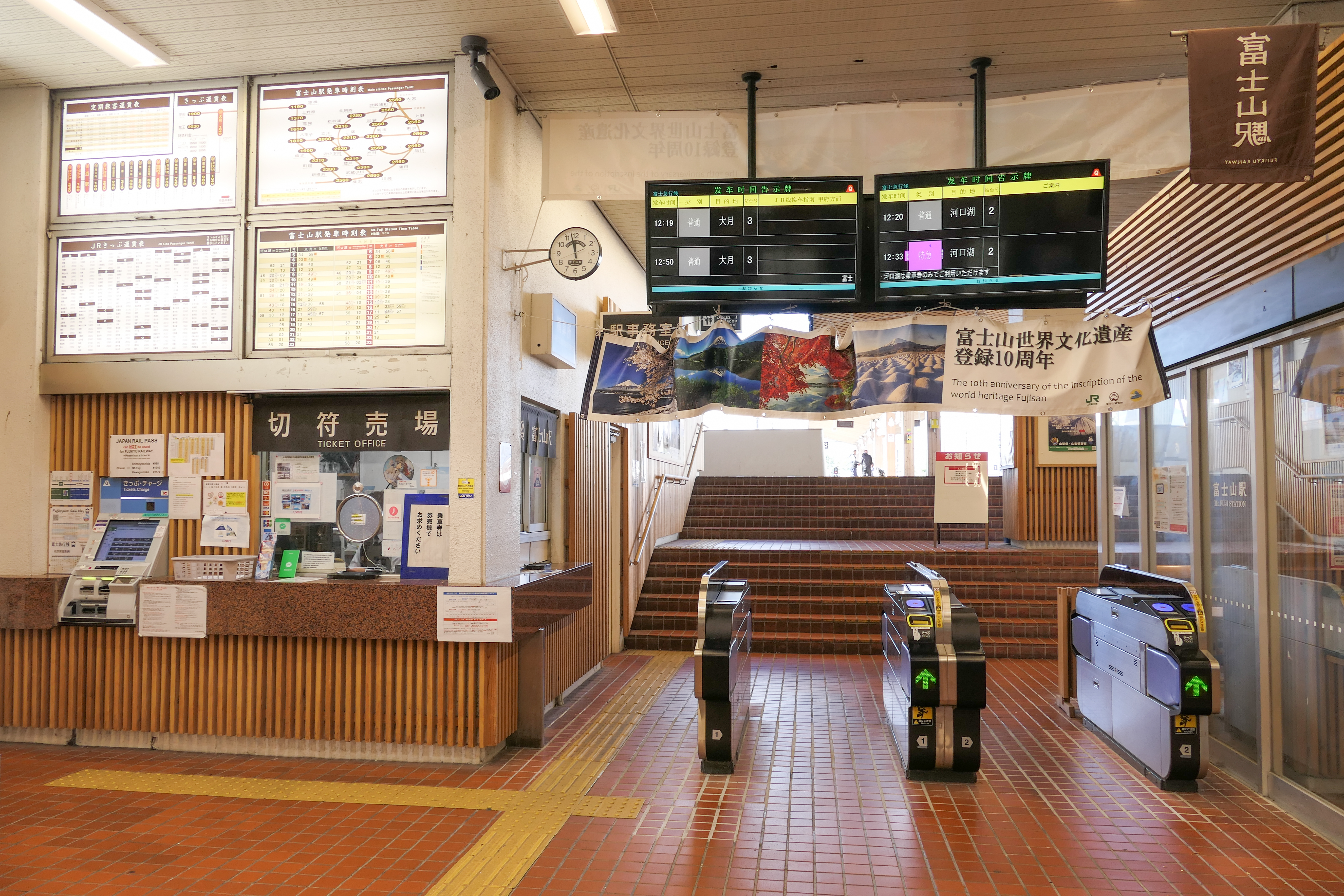
改札口（2023年10月）
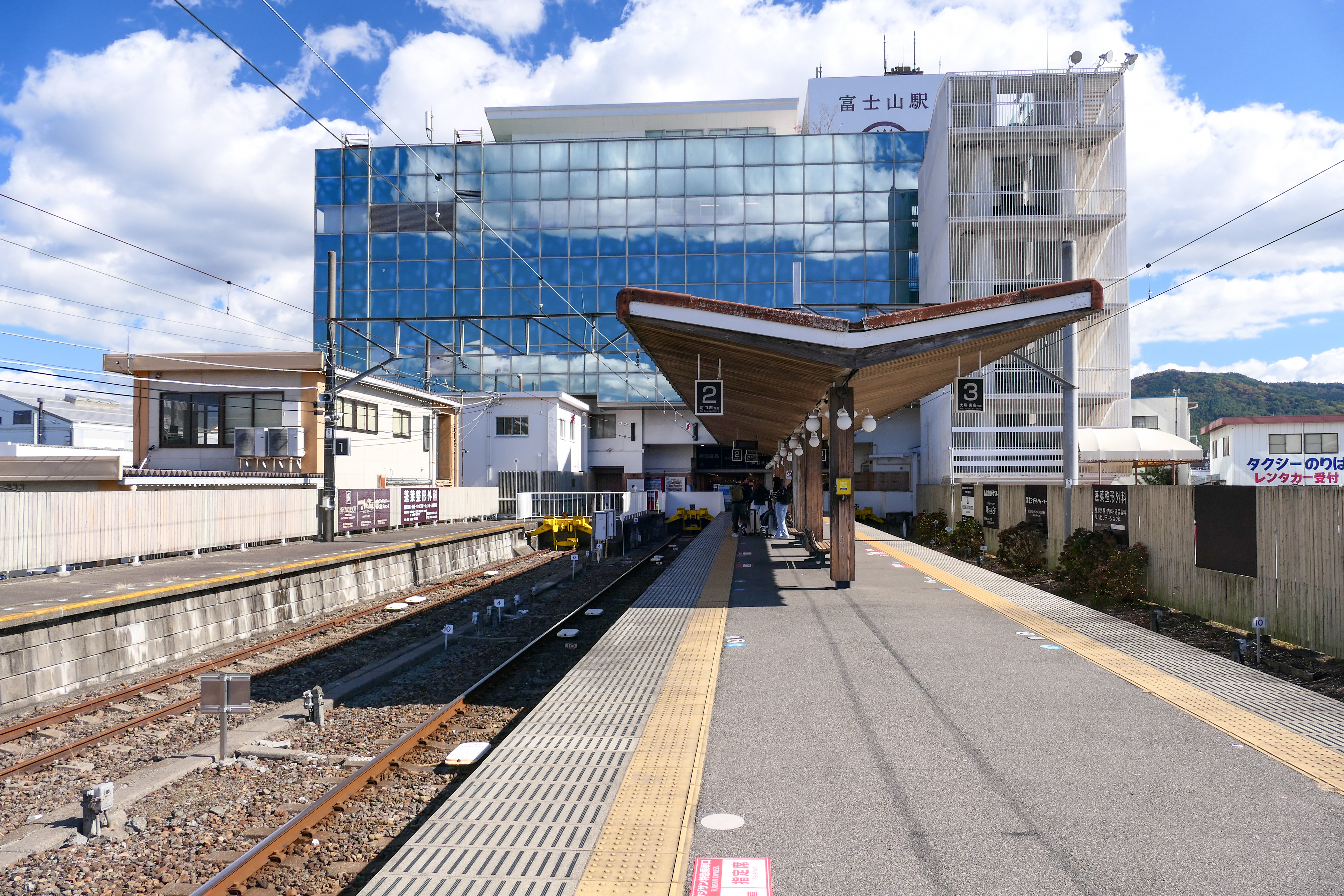
駅構内（2023年10月）
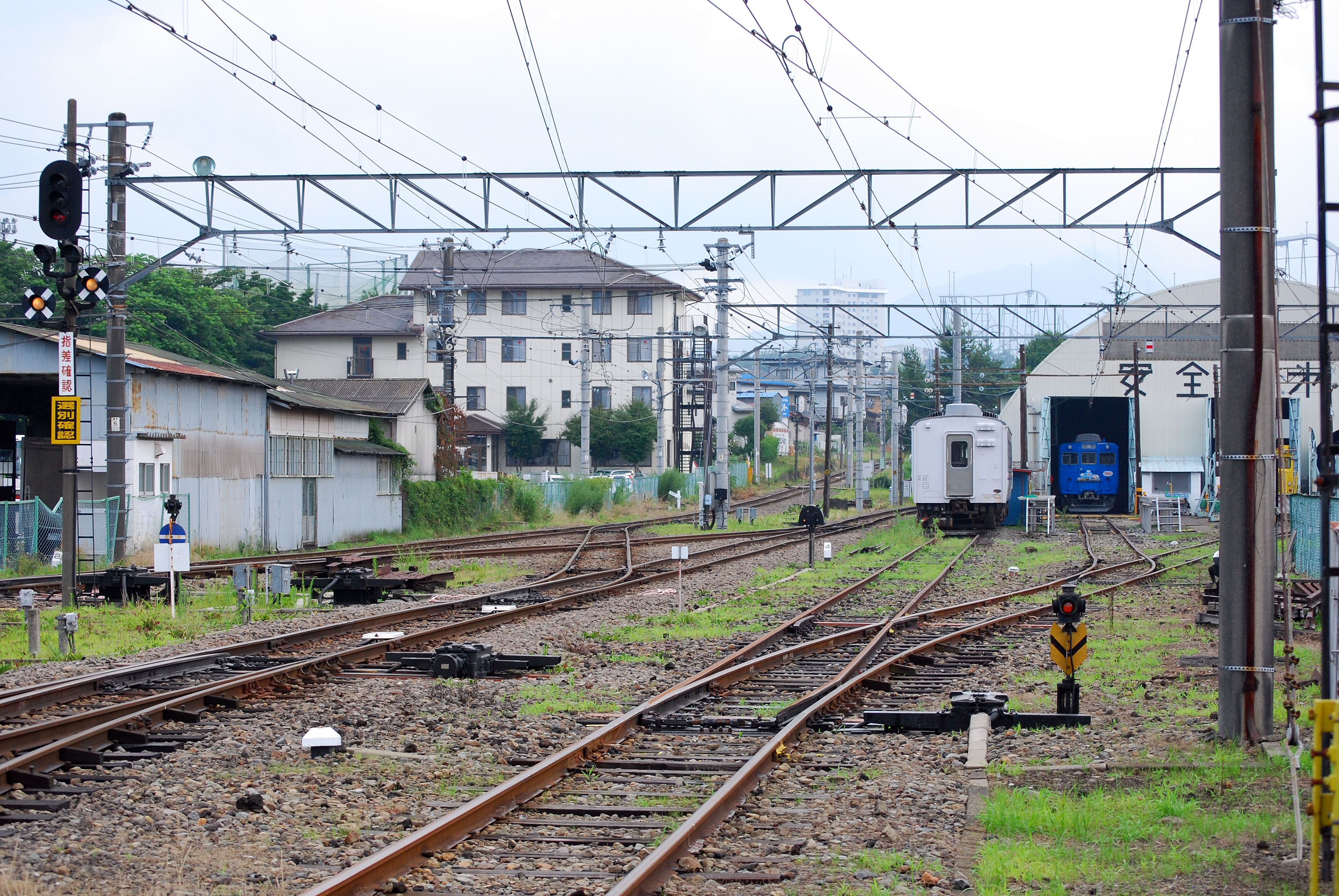
大月線・河口湖線合流点（2010年7月）
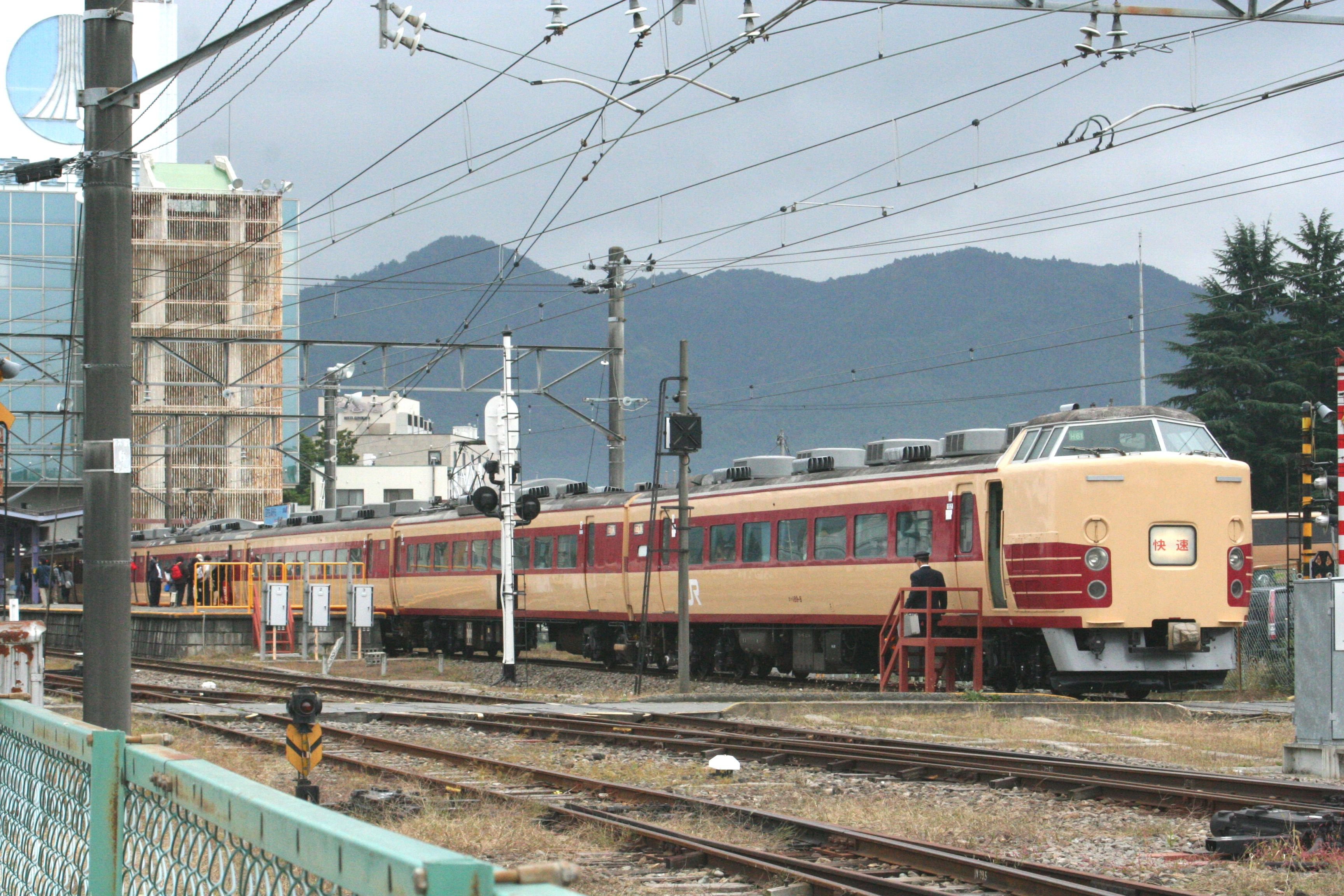
3番線で行われていたドアカット（2010年10月）

## 利用状況
2021年度（令和3年度）の1日平均乗降人員は1,034人である。
近年の年間乗車人員、乗降人員の推移は以下のとおり。
| 年度   | 年間 乗車人員 | 年間 乗降人員 | 1日平均 乗降人員 |
| ------ | ------------- | ------------- | ---------------- |
| 2002年 | 231,659       | 485,077       |                  |
| 2003年 | 226,575       | 487,983       |                  |
| 2004年 | 235,730       | 506,945       |                  |
| 2005年 | 221,510       | 484,974       |                  |
| 2006年 | 239,108       | 521,742       |                  |
| 2007年 | 233,356       | 509,496       |                  |
| 2008年 | 248,146       | 527,490       |                  |
| 2009年 | 237,951       | 517,967       |                  |
| 2010年 | 231,573       | 502,964       |                  |
| 2011年 | 240,576       | 513,358       | 1,403            |
| 2012年 | 250,581       | 534,133       | 1,463            |
| 2013年 | 265,089       | 573,969       | 1,573            |
| 2014年 | 254,290       | 559,822       | 1,534            |
| 2015年 | 273,521       | 593,909       | 1,623            |
| 2016年 | 291,787       | 634,870       | 1,739            |
| 2017年 | 291,176       | 620,008       | 1,698            |
| 2018年 | 284,589       | 599,828       | 1,643            |
| 2019年 | 273,811       | 583,424       | 1,594            |
| 2020年 | 150,058       | 306,832       | 840              |
| 2021年 | 180,901       | 377,531       | 1,034            |
| 2022年 |               |               |                  |

## 駅周辺
富士吉田市街にあり、駅ビル「キュースタ」の1階に乗車券窓口や改札口、待合室がある。駅の公衆トイレは、改札内と改札外の駅ビルやバスきっぷ売場にある。駅前にはバスターミナル（高速バス・路線バス）やタクシー乗り場がある。
- バスターミナル・バスきっぷ売場
- 富士吉田市観光案内所
- 金鳥居
- 金鳥居市民公園
- 山梨信用金庫 松山支店
- 都留信用組合 上吉田支店
- 国道137号
- 国道139号
- 富士山ステーションホテル
- ホテル芙蓉閣
- 富士吉田本通郵便局
- 富士吉田郵便局
- 富士吉田市立吉田中学校
- 山梨県立富士北稜高等学校
- 山梨県立ひばりが丘高等学校
- 山梨県立吉田高等学校
- 富士吉田市役所
- ノジマ 富士吉田店
- ウエルシア富士吉田店
- 富士吉田合同庁舎
- 間堀川
- ヤマダ電機テックランド富士吉田店
- 北口本宮冨士浅間神社
- 旧外川家住宅
- 小佐野家住宅
- ザ・ビッグ 富士吉田店

## バス路線

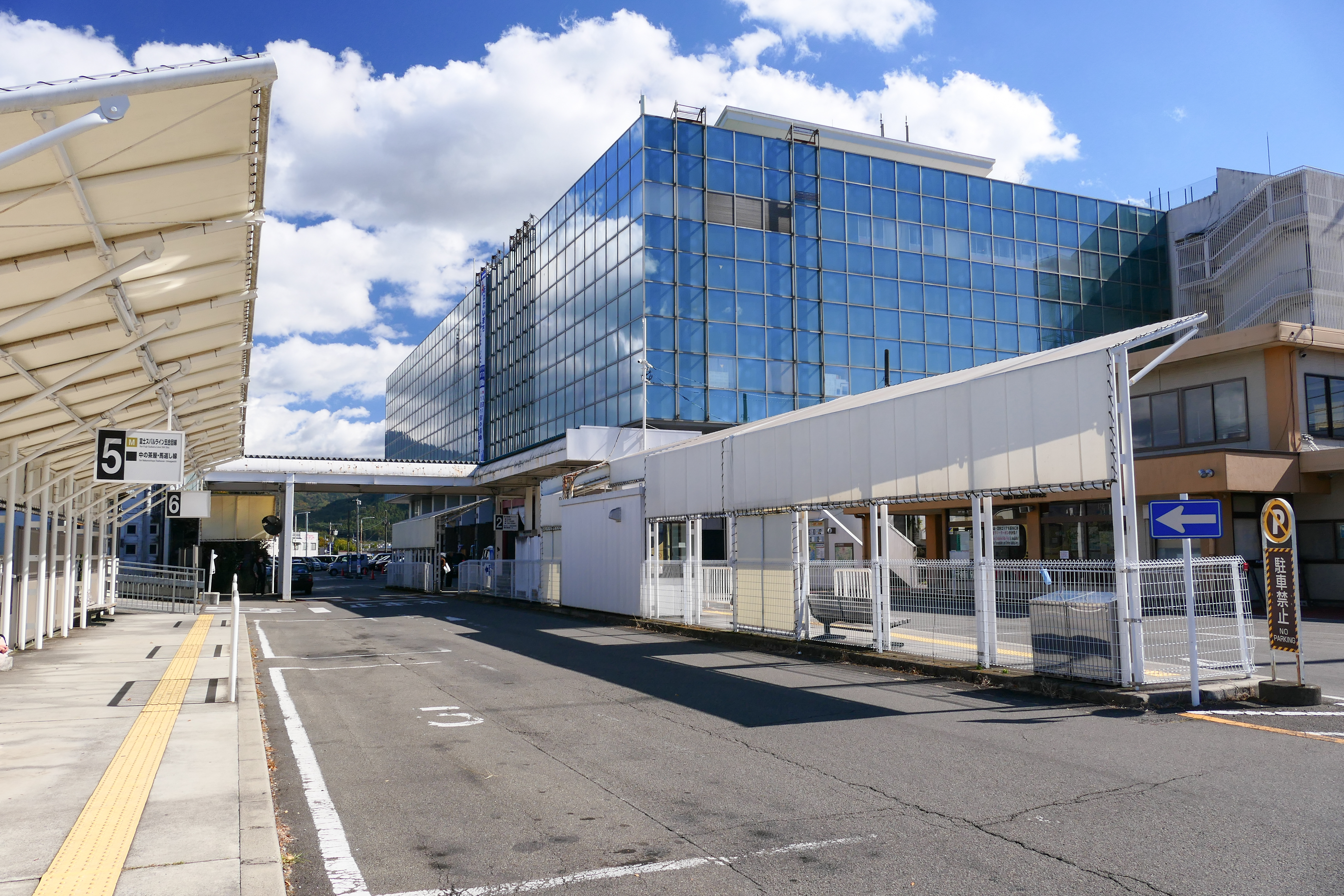
駅前バスターミナル（2023年10月）

駅前にバスターミナルがあり、各方面に向かう高速バスや一般路線バスのほか、周辺の観光地へ向かう周遊バスや富士スバルライン五合目行きの登山バスが発着する。バスターミナル内にはバスきっぷ売場があり、高速バスの乗車券や路線バスのフリー切符・定期券が販売されている。停留所名は高速バス、一般路線バスとも「富士山駅」となっている。

### 高速バス
| のりば | 運行事業者                                                | 愛称（路線）・行先                              | 備考 |
| ------ | --------------------------------------------------------- | ----------------------------------------------- | ---- |
| 1      | - 富士急バス - フジエクスプレス - 京王バス                | 中央高速バス 富士五湖線：バスタ新宿             |      |
| 1      | - 富士急バス - フジエクスプレス - JRバス関東              | 東京駅 - 河口湖線：東京駅日本橋口               |      |
| 1      | - 富士急バス - フジエクスプレス - 京王バス - 東急トランセ | 渋谷マークシティ                                |      |
| 1      | - 富士急バス - 京浜急行バス                               | 富士山駅 - 羽田空港線：羽田空港                 |      |
| 1      | - フジエクスプレス - 西武観光バス                         | - サンシャインシティプリンスホテル - 大宮駅西口 |      |
| 1      | - 富士急行観光 - 京成バス                                 | 成田空港                                        |      |
| 1      | - フジエクスプレス - 京成バス                             | 海浜幕張駅                                      |      |
| 1      | - 富士急バス - 名鉄バス                                   | リゾートエクスプレス：名鉄バスセンター          |      |
| 1      | - 富士急バス - 近鉄バス                                   | FUJIYAMAライナー：天王寺駅（あべのハルカス）    |      |

### 一般路線バス
| のりば | 運行事業者                      | 系統・行先 | 備考                           |
| ------ | ------------------------------- | --- | ------------------------------ |
| 2      | 富士急バス タウンスニーカー     | - 中央循環：市役所前・下吉田駅方面 - 上暮地・明見循環：寿駅前・白糸町・向原方面 - 熊穴・新倉循環：月江寺駅前・熊穴団地方面 |                                |
| 3      | - 富士急バス - 富士急モビリティ | A1・A2：御殿場駅 |                                |
| 3      | 富士急モビリティ                | C1・C2：御殿場プレミアム・アウトレット                                                                                     |                                |
| 3      | 富士急バス                      | - D1・D3：道志小学校前 - ふじっ湖号（F1・F2）：平野 - 特急（F3）：忍野八海 - U1：内野                                      | 「F1」は右回り、「F2」は左回り |
| 4      | - 富士急バス - 富士急モビリティ | A1・A2・C1・C2・ふじっ湖号（F1・F2）：河口湖駅                                                                             |                                |
| 4      | 富士急バス                      | - G2：西湖民宿 - K1：甲府駅北口 - K2：甲府駅南口 - S4：新富士駅                                                            | 「S4」は静岡県内快速運転       |
| 5      | 富士急バス                      | 富士登山バス（M）：富士スバルライン五合目                                                                                  |                                |
| 5      | 富士急山梨ハイヤー              | 馬返バス：馬返 | 季節運行                       |

## 隣の駅
富士山麓電気鉄道
■富士急行線
- ■特急「富士回遊」「フジサン特急」「富士山ビュー特急」停車駅

■普通（JR中央線内で中央特快・通勤快速・快速となる列車を含む）
月江寺駅 (FJ15) - 富士山駅 (FJ16) - 富士急ハイランド駅 (FJ17)